# Maine (comté de Kerry)
Pour les articles homonymes, voir Maine.
La rivière Maine (en irlandais : An Mhaing) est une rivière du comté de Kerry, en Irlande,.

## Histoire et légende
Selon une ancienne tradition enregistrée à Lober Gabriella Érenn, trois rivières "jaillirent" sous le règne de Fíachu Labrainne en tant que Grand Roi d'Irlande. L'un était Innbhear Mainge - le Maine. Les Annales des Quatre Maîtres contiennent la même histoire, mais l'épelle Mand.
The Metrical Dindshenchas enregistre Inber Cíchmaine, cid cress, gáet co líth-baile láech-bress Maine ergna, úais ella, mac Medba ocus Ailella. ("A Inber Cichmaine, bien qu'il soit étroit, a été tué (un assaut puissant) Maine, le fils de Medb et Ailell, exultant dans la fureur des combats guerriers." ),.
Une étymologie possible est de Old Irish mang, se référant à un faon ou un jeune cerf.
Le Maine était la division traditionnelle du royaume de Desmond : le sud du Maine était contrôlé par les Gaéliques Maccarthys, tandis que le nord du Maine était contrôlé par le comte normand de Desmond .

## Cours
La rivière Maine prend sa source à Brainstorming et s'écoule vers l'ouest. Il traverse Castleisland et sous la N23, puis rencontre son principal affluent, le Brown Flesk. Il continue à travers Currans et est ponté par la N22. À Castlemaine, il passe sous la N70, passe devant les Pierres d'Ardcanaght et entre dans le port.

## la pollution
En 2014, la rivière a été signalée comme polluée par l'ammoniac.

## Faune
La rivière Maine est une pêche réputée au saumon et à la truite de mer. La lamproie des ruisseaux y vit également.

## Voir également
- Liste des cours d'eau de l'Irlande